# Jeff Sessions
Jeff Sessions, właśc. Jefferson Beauregard Sessions III (ur. 24 grudnia 1946 w Hybart, Alabama) – amerykański polityk,  młodszy senator ze stanu Alabama (wybrany w 1996 i ponownie w 2002 i 2008 i 2014 roku), członek Partii Republikańskiej, od 2017 do 2018 r. prokurator generalny Stanów Zjednoczonych.

## Młodość
Sessions urodził się w mieście Selma w Alabamie. Był synem właściciela wiejskiego sklepu. Dorastał w niewielkiej miejscowości Hayden. Chodził do szkoły w pobliskim Camden, a potem w Montgomery. W 1973 roku ukończył studia na University of Alabama. Od 1973 do 1986 roku służył w rezerwach amerykańskiej armii. Pracował jako prawnik we własnej kancelarii w Russellville, potem w Mobile, gdzie mieszka do dziś.

## Kariera zawodowa
W 1981 roku prezydent Ronald Reagan nominował Sessionsa na stanowisko prokuratora w sądzie rejonowym, który odpowiada za sprawy z terenu południowej Alabamy. Tę pozycję sprawował przez 12 lat. W 1986 roku Reagan nominował go na stanowisko sędziego w tym samym sądzie. Ta nominacja była wspierana przez republikańskiego senatora z Alabamy – Jeremiaha Dentona. Sessions zaczął być jednak oskarżany o rasistowskie wypowiedzi. W głosowaniu w senackiej Komisji Sprawiedliwości ws. dopuszczenia tej nominacji pod głosowanie całego Senatu padł remis 9-9. Aby nominacja przeszła przez Komisję, potrzebna była większość. Prezydent Reagan musiał więc wycofać tę kandydaturę. Jednym z głosów na "nie" był senator Heflin, którego kilka lat później zastąpił Sessions.

## Kariera w Senacie
W 1994 roku Sessions został wybrany na stanowisko prokuratora generalnego Alabamy. Dwa lata później wystartował w wyborach do Senatu na miejsce ustępującego Heflina, który był jednym z ostatnich konserwatywnych Demokratów. Na skutek przemian w amerykańskim systemie politycznym (Republikanie stawali się coraz bardziej konserwatywni, a Demokraci lewicowi) Alabama, jak i całe Głębokie Południe zaczęła się przekształcać z bastionu Demokratów, jakim była od przeszło 100 lat, w stan popierający Republikanów. Odzwierciedleniem tego była decyzja innego senatora z Alabamy. Konserwatywny Demokrata Richard Shelby w 1994 roku zmienił przynależność partyjną i został Republikaninem. Sessions w prawyborach republikańskich zdobył 37,8% głosów. Potrzebna była druga tura, którą wygrał z 59,3% głosów. W wyborach ogólnych zmierzył się z Demokratą Rogerem Bedfordem, którego pokonał 52%-45%. Był wybierany jeszcze dwukrotnie. W 2002 roku pokonał Demokratkę Susan Parker 59%-40%, a w 2008 Vivian Davis Figures 63%-37%. Sessions ubiegał się o reelekcję w wyborach do Senatu, które odbyły się w listopadzie 2014 roku. Jednak zarówno w prawyborach, jak i w wyborach ogólnych nie miał żadnego kontrkandydata.

## Prokurator generalny
W 2016 roku Sessions jako jedyny urzędujący senator Partii Republikańskiej popierał w trakcie trwania prawyborów prezydenckich kandydaturę Donalda Trumpa. Miliarder prezentował bowiem zdecydowane stanowisko wobec bardzo ważnego dla senatora problemu nielegalnej imigracji, obiecując wybudowanie muru na granicy z Meksykiem.
18 listopada 2016 roku ogłoszono, że Sessions będzie pełnił funkcję prokuratora generalnego w nowej administracji prezydenta Trumpa. 9 lutego 2017 Senat USA stosunkiem głosów 52:47 zatwierdził kandydaturę Jeffa Sessionsa na stanowisko prokuratora generalnego.

## Poglądy polityczne i życie prywatne
Jako że Alabama jest jednym z najbardziej konserwatywnych stanów w całym kraju, tak i senator Sessions jest jednym z najbardziej konserwatywnych członków wyższej izby Kongresu. Popierał wojnę w Iraku, jest jednym z największych przeciwników amnestii dla nielegalnych imigrantów. Jest przeciwny także aborcji czy legalizacji małżeństw homoseksualnych (popierał konstytucyjną poprawkę definiującą małżeństwo jako związek mężczyzny i kobiety). Także w sprawach ekonomicznych zajmuje konserwatywne stanowisko. Popiera obniżki podatków, nie zgadza się natomiast na nadmierne wydatki rządu i na interwencje państwa w sprawy gospodarki. Jak przytłaczająca większość Republikanów jest gorącym przeciwnikiem reformy zdrowotnej prezydenta Obamy ("Obamacare"). Będąc liderem Republikanów w Komisji ds. Wymiaru Sprawiedliwości był przeciwny obydwu nominacjom Obamy do Sądu Najwyższego. Obecnie jest liderem Republikanów w Komisji ds. Budżetu.
Na prośbę szefa personelu Białego Domu Johna Kelly'ego w listopadzie 2018 r. złożył rezygnację, zastąpił go tymczasowo Matthew Whitaker
Sessions ma żonę Mary, z którą ma trójkę dzieci. Jest metodystą.